# Nina MacLaughlin
Nina MacLaughlin est une journaliste et écrivaine américaine née le 13 mars 1979. 

## Biographie
Elle commence sa carrière par écrire pour différents journaux dont le Boston Magazine, Cosmopolitan, The Huffington Post, The Daily Beast, Boston Globe. Après 8 ans en tant que journaliste, elle décide de quitter le monde du journalisme pour devenir charpentière. Elle écrit de cette aventure ses mémoires : Hammer Head: The Making of a Carpenter. Son livre lui a permis d'intégrer la liste « 21 New Authors You Need to Know » de Refiner29.
Mais c'est surtout après la parution de son livre Sirènes debout - Ovide rechanté que sa réputation s'est étendue. Dans cet ouvrage Nina MacLaughlin retourne le point de vu en donnant la voix aux femmes, proies des dieux et autres héros dans Les Métamorphoses d'Ovide.
Nina MacLaughlin participe à l'édition 2023 des Utopiales.  

## Ouvrages
- (en) Nina MacLaughlin, Hammer Head: The Making of a Carpenter, WW Norton & Co, 2015, 240 p. (ISBN 9780393352320)
- Nina MacLaughlin (trad. Luvan), Sirène, debout - Ovide rechanté, La Volte, 2023, 320 p. (ISBN 2370492163)
- (en) Nina MacLaughlin, Summer Solstice: An Essay, Black Sparrow Press, 2020, 43 p. (ISBN 9781574232387)